# Bacchisa atrocoerulea
Bacchisa atrocoerulea es una especie de escarabajo de la familia Cerambycidae. Fue descrito por Gressitt en 1951. Es conocido de Taiwán. 